# NGC 5614
NGC 5614 (другие обозначения — UGC 9226, MCG 6-32-22, ZWG 192.14, ARP 178, VV 77, IRAS14220+3505, PGC 51439) — галактика в созвездии Волопас.
Этот объект входит в число перечисленных в оригинальной редакции «Нового общего каталога».